# 李翺
李 翺（り こう、772年 - 841年）は、中国唐の文人。字は習之。汴州陳留県の出身。本貫は隴西郡狄道県（現在の甘粛省定西市臨洮県）。西涼の武昭王李暠の曾孫で北魏の尚書左僕射の李沖の十世の孫にあたる。

## 生涯
貞元14年（798年）に進士となる。元和年間の初めに国子博士に任命され、元和15年（820年）に史館修撰となり考功員外郎と兼任する。後に朗州刺史と廬州刺史へと左遷され、大和元年（826年）に文宗が即位すると入朝して諫議大夫となり、すぐに知制誥に復帰する。大和7年（833年）に潭州刺史、大和9年（835年）から湖南観察使・検校戸部尚書・襄州刺史・山南東道節度使を経て襄州に赴任中に没した。諡は文公。
李翺は韓愈の高弟であり、士を好むところが似ていた。人に一善一能ある時は必ず賞賛し、賢者を推挙する機会を常に求めていたという。

## 思想・文学
朱伯崑は「人性本善」という発想は李翺の『復性書』に始まると指摘する。武内義雄によると、李翺は人の性が善だと考えたが、情を起こすときに悪が伴うのであり、万物が感覚器官に接しても情を起こさないようにするのが「復性」であると考えたという。武内は韓愈と李翺を宋学の先駆とした。韓愈から排仏の主張を受けついではいるが、彼自身の中では仏教と道教の思想を融合し、むしろ禅宗の達観に接近している。薬山惟儼禅師に贈った詩もあるが、難解で観念的な作品である。
若い頃は皇甫湜とともに韓愈の文章に学ぶ。皇甫湜が韓愈の奇抜な一面を表すのに対し、李翺はその平易な一面を代表するといわれた。ちなみに李翺は韓愈の生前に墓碑銘を委嘱されている。著作は『李文公文集』にまとめられている。